# Булдыгино (Мордовия)
Булдыгино (мокш. Булдыга, Сире веле) — село в Зубово-Полянском районе Мордовии. Входит в состав Мордовско-Полянского сельского поселения.

## География
Расположено на р. Лундан, в 23 км от районного центра и железнодорожной станции Зубова Поляна.

## Этимология
Название связано с русским словом булдыга (булыга), означающим «булыжник» (применяли на усадебных стройках и полевых станах для установления межевых границ). Сами жители называют село «Сире веле».

## Население
| 2002 | 2010 |
| ---- | ---- |
| 241  | ↘239 |

## История
Основано не позднее 17 в. В 1846 году здесь была построена деревенская Никольская церковь. По статистическим сведениям 1862 г., Булдыгино — село казённое из 120 дворов (1178 чел.). В 1882 году в Булдыгине было 254 двора (1718 чел.); трактир, лавка. В 1931 году был образован колхоз им. Кирова. В 1996 году на его базе был создан СХПК «Мордовско-Полянский» в составе ТНВ «Вектор и компания».

## Инфраструктура
В современной инфраструктуре села — средняя школа, медпункт, отделение связи, Дом культуры, магазин; действующая каменная Покровская церковь (архитектурный памятник 19 в.).